# Lelija
Lelija je planina u istočnoj Hercegovini, nalazi se u blizini Kalinovika i Foče. Najviša vrh Lelije je Velika Lelija na 2.032 metara nadmorske visine. Osim ovoga značajni vrhovi su i vrh Todor (1.949 m) te Saikov Vrh (1.562 m.) S jugoistočne strane nadovezuje se na planinu Zelengoru. Lelija dijelom pripada bosanskohercegovačkom Nacionalnom parku Sutjeska. Na planini Leliji razvijeni su krški oblici reljefa. 

## Vanjske poveznice
|  | Zajednički poslužitelj ima još gradiva o temi Lelija |